# Phiên bá quốc Toscana
Phiên quốc Tuscia (tiếng Ý: Marca di Tuscia), còn gọi là Phiên bá quốc Toscana tiếng Ý: Margraviato di Toscana), là một bá quốc chư hầu của Đế quốc La Mã Thần thánh, nằm trong lãnh thổ Vương quốc Ý thời Trung Cổ. Có vị trí địa lý ở miền Trung Tây Bán đảo Ý, nó giáp với Lãnh địa Giáo hoàng ở phía Nam, Biển Ligure ở phía Tây và Lombardia ở phía Bắc. Bá quốc này bao gồm một tập hợp các lãnh địa bá tước (hạt), phần lớn nằm trong thung lũng của sông Arno, ban đầu là trung tâm của Lucca.